# Mann Rubin
Pour les articles homonymes, voir Rubin.
Mann Rubin est un scénariste américain, né le 11 décembre 1927 à Brooklyn (État de New York), mort le 12 octobre 2013  à West Hills (Californie).

## Filmographie
- 1951 : Tales of Tomorrow (série tv)
- 1959 : Rien n'est trop beau (The Best of Everything)
- 1965 : Brainstorm (en)
- 1966 : Sursis pour une nuit (An American Dream)
- 1967 : La Nuit des assassins (Warning Shot)
- 1971 : Enlèvement par procuration (See the Man Run) (TV)
- 1972 : Hec Ramsey (série TV)
- 1973 : Barnaby Jones (série TV)
- 1974 : Murder in the First Person Singular (TV)
- 1978 : Le Retour du capitaine Nemo (TV)
- 1980 : De plein fouet (The First Deadly Sin)
- 1992 : The Human Shield